# Generation Um... (2012.)
Generation Um... je američki dramski film iz 2012. koji prati troje odraslih, muškarca i dvije žene, tijekom jednog dana u New Yorku, ispunjenog seksom, drogama i neodlučnošću. U glavnim ulogama nastupaju Keanu Reeves kao John, Bojana Novakovic kao Violet i Adelaide Clemens kao Mia.